# Instituto Español de Andorra
El Instituto Español de Andorra (IEA) es una escuela internacional ubicada en La Margineda, Andorra la Vieja, dirigida por el Ministerio de Educación de España. Imparte educación secundaria obligatoria y bachillerato. Se creó como Instituto Nacional de Enseñanza Media en Andorra en 1969.